# Christian Stocker
Christian Stocker (Wiener Neustadt, 20 de marzo de 1960) es un político austriaco que se desempeña como canciller de Austria desde el 3 de marzo de 2025, simultáneamente ejerce como líder interino del Partido Popular (ÖVP) desde enero del mismo año y es miembro del Consejo Nacional desde 2019 por el distrito de Baja Austria Sur. Fue secretario general del Partido Popular desde septiembre de 2022 hasta enero de 2025.
El 5 de enero de 2025 fue elegido nuevo líder interino del Partido Popular, tras la dimisión del canciller Karl Nehammer. Tras haberlo descartado anteriormente, Stocker anunció la disposición del ÖVP a entablar negociaciones de coalición con Herbert Kickl y el partido de extrema derecha Partido de la Libertad (FPÖ). Las negociaciones de coalición entre el ÖVP, Partido Socialdemócrata (SPÖ) y NEOS fracasaron anteriormente tras las elecciones legislativas austriacas de 2024. Las conversaciones con el FPÖ fracasaron y las conversaciones con el SPÖ y NEOS se retomaron, llegando formalmente a un acuerdo de gobierno en febrero de 2025. El 3 de marzo de 2025 fue juramentado como canciller de Austria.